# Исток (новине)
Исток је лист за књижевност и новости покренут почетком 1871. године, који касније постаје лист за материјалне интересе и политику, а од септембра 1874. за политику.
У почетку лист је излазио једанпут, затим двапут, а повремено и више пута недељно. Покренули су га у Вршцу Срби пребегли у Аустроугарску због полицијско-бирократског метода владања намесничког режима. Већ у мају 1871. главног уредника Аксентија Мијатовића протерују из Вршца у Београд. Ту од 1872. Исток излази као полузванични режимски лист Ристићевих либерала. Лист престаје са излажењем 1881. године